# Алендорф (Лумда)
Алендорф (њем. Allendorf) град је у њемачкој савезној држави Хесен. Једно је од 18 општинских средишта округа Гисен. Према процјени из 2010. у граду је живјело 4.063 становника. Посједује регионалну шифру (AGS) 6531001.

## Географија
Алендорф се налази у савезној држави Хесен у округу Гисен. Град се налази на надморској висини од 230 метара. Површина општине износи 22,0 km².

## Становништво
У самом граду је, према процјени из 2010. године, живјело 4.063 становника. Просјечна густина становништва износи 185 становника/km².

## Међународна сарадња
| Мјесто | Држава    | Врста сарадње | Од    |
| ------ | --------- | ------------- | ----- |
|        | Француска | партнерство   | 1973. |
| Извор  |           |               |       |